# LXLE Linux
LXLE Linux és una distribució Linux basada en la versió LTS més recent d'Ubuntu / Lubuntu i que empra l'entorn d'escriptori LXDE. És una distro lleugera enfocada en l'estètica visual que funciona bé en tant equips antics com a nous.

## Recepció
En una ressenya de gener de 2014 de la revista Full Circle, Gabriele Tettamanzi va assenyalar que LXLE té alguns problemes menors de localització, però, d'altra banda, ho va descriure com "un escriptori lleuger i ràpid, ric en programari i estable ".

## Instal·lació i Ús Live
Es pot emprar GdiskDump, DD, PenDriveLinux o PLoP.

## Historial de llançaments
| Versió antiga | Antiga versió, suportada | Versió actual | Última versió prevista | Llançament futur |

| Versió      | Data de Llançament | Comentaris |
| ----------- | ------------------ | ---------- |
| 12.04.3     | 2013-08-19         |            |
| 12.04.4     | 2014-02-09         |            |
| 14.04       | 2014-06-14         |            |
| 14.04.1     | 2014-10-23         |            |
| 12.04.5     | 2015-04-05         |            |
| 14.04.2     | 2015-04-05         |            |
| 14.04.3     | 2015-08-31         |            |
| 14.04.4     | 2016-03-26         |            |
| 16.04.1 LTS | 2016-07-29         |            |
| 16.04.2 LTS | 2017-04-07         |            |
| 18.04.3 LTS | 2019-09-09         |            |